# CDMA2000 1x
CDMA2000 1x（シーディーエムエーにせん・ワン[いち]エックス）またはCDMA2000 1x RTT（シーディーエムエーにせん・ワン[いち]エックス・アールティーティー, CDMA: Code Division Multiple Access, RTT:radio transmission technology）は、3GPP2 (Third Generation Partnership Project 2)が制定した、CDMA2000の規格のひとつである。

## 概要
1.25MHzの帯域1本を利用する。
そのほかに、同帯域を3本利用するCDMA2000 3xもあるが、通信帯域を3倍消費するため通信コストが上がること、また、後述するEV-DO方式が存在するため商用化される計画はない。
CDMA2000同様、W-CDMAに対し、M-CDMA（Microwave Code Division Multiple Access）もしくはL-CDMA（Local-area Code Division Multiple Access）との見方もある。

## CDMA2000 1x MC
CDMA2000 1x MC(1x Multi Carrier)は、端末の下り最大通信速度は144kbpsで、帯域を音声通信とデータ通信とで共用できる。2GHz帯、800MHz帯のどちらでも利用可能である。
音声通信を共用するため、RAKE受信・ソフトハンドオーバーを使用し、送信電力制御で一定の通信速度の確保と、遅延時間を一定時間以下にする符号化方式が採用されている。

## CDMA2000 1x EV-DO

### Rel.0
CDMA2000 1x EV-DO Rel.0(Evolution Data Only (Optimized) Release 0／リリース・ゼロ)は、パケット通信に特化して通信速度と電波利用効率を高めたものである。クアルコムのHDR(High Data Rate)を基に開発された。
下り1セクタ当たり2.4Mbps/上り1端末当たり153.6kbpsのデータ通信が可能である。なお、ともに理想的な通信状況で、1ユーザが独占した場合の最高通信速度であり、実際の最高速度はこの1/3程度である。
端末から1秒間に800回通信状況を送信させ、下り方向を時分割多元接続とし最も状況の良い端末にタイムスロットを優先的に配分することで、総合的な効率化を図っている。空中線電力一定で通信状況により符号化・変調方式(16QAM～QPSK)を動的に変更する。hybrid ARQを採用して、再送を減らしている。
音声通信を行わないため、遅延が大きくなる高効率符号化を採用する。CDMA2000 1xのパケット通信では複数セクターよりデータを受信するソフトハンドオーバーが利用されているが、この方法は対象セクターの中でもっとも品質の劣るセクターにあわせてデータを送信する必要があるため、EV-DOでは下り方向に対してソフトハンドオーバーを使用していない。ただし同一セクターからのマルチパスを受信するためのRAKE受信は行われている。

#### BCMCS
後に3GPP2でBCMCS(Broadcast/Multicast Services)として策定されたマルチキャスト機能で、放送形サービスが提供できる。全端末に同じストリームを提供するため、送信方法を最も状態の悪い端末に合わせることとなり、効率低下を避けられないが、強力なエラー訂正符号や端末側でのソフトコンバインにより再送を不要とする。訂正符号が多い分、帯域幅あたりの実データ容量は少ないが、放送型で多くのユーザーに伝達するため、コアネットワークから伝送およびRFチャネルにおいての占有は1コール分となり、従来のデータ型の配信に比べて飛躍的に効率の良い送信といえる。物理チャネルのフォーマットは上記のEV-DO Rel.0と同等なため、最大スループットは下り2.4Mbps。ただしエラー訂正符号を含む。上りチャネルは用意されない。
KDDIおよび沖縄セルラー電話のauブランドが提供しているEZニュースフラッシュ、EZチャンネルプラスはこの技術を用いている。

### Rev.A
CDMA2000 1x EV-DO Rev.A (Revision A／レブ・エー、リビジョン・エー)は、2004年3月に制定された、1セクター当たり下り3.1Mbps/上り1.8Mbpsと上り方向のパケット通信高速化に特化した方式である。
上り通信速度が大幅に向上するが、主眼はVoIPやストリーミングの品質の確保であり、小さなパケットを遅延なく送るための工夫が随所に施されている。これにより、たとえばファイルダウンロード中の快適なVoIPセッション等を提供することが可能となる。各レイヤーでのパケット送信スケジューリングはサービスの内容、加入者のプロファイル、QoSの設定等を入力として、適切な優先順位で配信または廃棄される。詳細なパケットスケジューリングアルゴリズムは各端末あるいはインフラベンダーの裁量にゆだねられている。

### Rev.B
CDMA2000 1x EV-DO Rev.B (Revision B／レブ・ビー、リビジョン・ビー)は、1セクター当たり下り4.9Mbps/上り1.8MbpsとRev.Aの下り方向のパケット通信を高速化した方式でRev.Aの上位互換バージョンである。最大で20MHz幅（15セクター）を用いることによって下り最大73.5Mbps／上り最大27Mbps（変調方式に64QAMを用い、1セクターあたり最大4.9Mbpsとして計算した場合）の通信が可能になる。
なお、KDDIおよび沖縄セルラー電話で2009年～2010年頃に「CDMA 1X WIN」（後の「au 3G」）の最上位サービスとして導入する可能性があると見られていたが、2008年11月7日にLTEの正式導入を表明し、既に規格が取り消された次世代通信方式のUMB同様、変調方式の変更ではなく通信帯域を広げることにより速度を速くする方式のため「国際競争力がなく、通信コストなどが下がらない」という理由で事実上、この通信方式の採用を凍結していた。
また、北米の大手通信キャリアであるベライゾン・ワイヤレスやスプリント・ネクステル、中国の大手通信キャリアであるチャイナテレコム、韓国の大手通信キャリアであるSKテレコム、LGテレコムなども上記のKDDI／沖縄セルラー電話と同じ理由でRev.Bの導入を既に解消していたため、当方式のその後の開発および展開は事実上凍結したものと見られる。日本国内においては結果的に後述するEV-DO MC-Rev.AがCDMA 2000 1xシリーズの事実上の最終形態となった。
Rev.Aからのアップデートには、基地局のソフトウェア更新によるマルチキャリア伝送対応を第1フェーズ（Rev.B Phase-I）、基地局モデムなどのハードウェアの増設による64QAM変調対応を第2フェーズ（Rev.B Phase-II）とした2段階のアップデートが想定されており、Rev.Bの導入を凍結していた上記キャリアについても第1フェーズのみ導入している。
国内では、2011年夏以降に発売されているKDDIおよび沖縄セルラー電話のAndroid搭載auスマートフォンの一部機種や、また2012年9月に発表されたiPhone 5のCDMAモデルにRev.Bの表記がある。

#### MC-Rev.A
CDMA2000 1x EV-DO MC-Rev.A（エムシー・レブ・エー【別名・Multicarrier Rev.A(マルチキャリア・レブ・エー)／Rev.A+(レブ・エー・プラス)／Rev.B Phase-I(レブ・ビー・フェーズワン)】）は先述のRev.Bの一部スペック（マルチキャリア伝送）をサブセットとして採用したもので、たとえばKDDI並びに沖縄セルラー電話の場合、下り最大3.1Mbps／上り最大1.8MbpsのEV-DO Rev.A伝送波を3本束ねて、下り9.2Mbps／上り5.5Mbps程度の通信速度を想定し、更に5～10%のトラフィック改善を期待しているという。
変調方式などは基本的に先述したRev.Aと共通であるため、基地局などの設備はソフトウェアアップデートで対応するものの、MC-Rev.Aに対応した音声用端末やデータ通信用端末でなければ本通信方式は使用できない。
なお当初は、下り9Mbps／上り5Mbpsを想定して規格化が進んでいたが、2009年9月の情報通信技術分科会にて、変調方式に64QAMを採用することにより、下り最大14.7Mbps／上り最大5.5Mbpsとすることが報告されたものの、最終的に64QAM非採用の下り9.2Mbps／上り5.5Mbpsの通信速度に落ち着いた。
KDDI/沖縄セルラー電話では、2010年11月5日よりWIN HIGH SPEEDとしてサービスされている。

## CDMA2000 1x EV-DO Advanced
CDMA2000 1x EV-DO Advanced(-アドバンスト)はトラフィックが高い基地局のデータを周辺局にオフロードする技術で、境界にいるユーザーをトラフィックが空いている局に割り当てて負荷を分散させ、混雑エリアの通話品質の向上を図るとともに、トラフィック増加による品質の劣化を回避するというものである。なおこの技術は、既存の基地局のソフトウェアのアップデートだけで導入することが可能であり、既存の端末はソフトウェアのアップデートを実施する事なくそのまま対応する。ちなみに日本国内に関してはKDDI並びに沖縄セルラー電話が提供する携帯電話サービス「au」で2012年4月10日より順次導入され、2012年6月末までに全国展開を完了した。

## CDMA2000 1x EV-DV
CDMA2000 1x EV-DV(1x Evolution Data and Voice)は、1xMCを改良した仕様で、周波数帯域が十分に確保出来ない地域用に、高速パケット通信と音声通話の両方を同一の帯域で行うものである。しかし、米国クアルコムは、十分な需要が見込めないなどとして開発を打ち切った。

## 日本の状況
KDDI並びに沖縄セルラー電話が提供する携帯電話サービス「au」が2002年4月1日より1xMCのサービス(愛称は「CDMA 1X」。後に「au 3G」に改称)を開始した。また、2003年11月28日からは、「CDMA 1X WIN」（こちらも後に「au 3G」に改称）の愛称で1x EV-DO Rel.0のサービスを開始した。au 4G LTEの普及により、「au 3G」は2022年3月31日にサービスを終了することが発表された。
そして2006年12月13日よりEV-DO Rev.Aを順次開始し、対応端末W47TおよびDRAPE(W46T)を発売、2010年11月5日より「WIN HIGH SPEED」のサービス名でEV-DO MC-Rev.Aのサービスを順次開始し、対応端末X-RAY(TSX06)およびBRAVIA Phone S005(SO005)を発売した。
ちなみにEV-DO Rev.Aの場合、共通プラットフォーム「KCP+」搭載の端末には標準で対応した。
更にEV-DO MC-Rev.Aの場合、共通プラットフォーム「KCP3.1」以降が搭載されたX-RAY(TSX06)・BRAVIA Phone S005(SO005)・Cyber-shotケータイ S006(SO006)・T006(TS006)・G11(SOX02)・S007(SO007)・CA007・K009(KY009)・T007(TS007)・T008(TS008)・URBANO AFFARE(SOY05)・F001(FJ001)等のフィーチャーフォン、およびREGZA Phone IS04(TSI04)・SIRIUSα IS06(PTI06)・Xperia acro IS11S(SOI11)、G'zOne IS11CA(CAI11)・AQUOS PHONE IS11SH(SHI11)・AQUOS PHONE IS12SH(SHI12)・REGZA Phone IS11T(TSI11)・INFOBAR A01(SHX11)・Windows Phone IS12T(TSI12)・MIRACH IS11PT(PTI11)・EIS01PT・AQUOS PHONE IS13SH(SHI13)・ARROWS Z ISW11F(FJI11)・DIGNO ISW11K(KYI11)・MEDIAS BR IS11N(NEI11)等の一部のスマートフォンには標準で対応する。(1部)